# Goyazit
Goyazit ist ein eher selten vorkommendes Mineral aus der Mineralklasse der „Phosphate, Arsenate und Vanadate“ mit der chemischen Zusammensetzung SrAl3[(OH)6|PO3OH|PO4] und damit chemisch gesehen ein komplexes Strontium-Aluminium-Phosphat mit zusätzlichen Hydroxidionen.
Goyazit kristallisiert im trigonalen Kristallsystem und entwickelt meist durchsichtige Kristalle von etwa zwei Zentimetern Durchmesser mit tafeligem, rhomboedrischem oder pseudokubischem Habitus und einem glas- bis harzähnlichem Glanz auf unbeschädigten Kristallflächen. Spaltflächen weisen dagegen Perlmuttglanz auf. Des Weiteren tritt Goyazit auch in Form körniger bis massiger Mineral-Aggregate auf.
In reiner Form ist Goyazit farblos und durchsichtig. Durch vielfache Lichtbrechung aufgrund von Gitterfehlern oder polykristalliner Ausbildung kann er aber auch durchscheinend weiß sein und durch Fremdbeimengungen eine graue, rosa bis violette, zitronengelbe, orange oder braune Farbe annehmen. Seine Strichfarbe ist jedoch immer weiß.

## Etymologie und Geschichte

Flagge des namensgebenden brasilianischen Bundesstaates Goiás (ehemals Goyaz)

Goyazit wurde erstmals bei Diamantina im brasilianischen Bundesstaat Minas Gerais entdeckt. Analysiert und beschrieben wurde das Mineral 1884 von Augustin Alexis Damour, der es nach der benachbarten, für ihre diamanthaltigen Flusssande bekannte Provinz Goiás (ehemals Goyaz) benannte.
Ein Aufbewahrungsort für das Typmaterial des Minerals ist nicht bekannt.
Ein von L. van Wambeke erstbeschriebenes Mineral mit dem Namen Lusungit stellte sich bei neueren Analysen des Typmaterials zur Erstbeschreibung von Kintoreit 1995 als identisch mit Goyazit heraus und wurde diskreditiert. Ebenfalls identisch mit Goyazit ist das 1905 von Richard Harrison Solly (1851–1925) erstbeschriebene Mineral Bowmanit (nach Professor Herbert Lister Bowman, 1874–1942). Ähnliches gilt für den Hamlinit, der von William Earl Hidden (1853–1918) und Samuel Lewis Penfield 1890 nach Augustus Choate Hamlin (1839–1905) benannt und 1915 von Waldemar Theodore Schaller in Goyazit umbenannt wurde. Alle drei Namen gelten seitdem als Synonym für Goyazit.

## Klassifikation
Bereits in der veralteten 8. Auflage der Mineralsystematik nach Strunz gehörte der Goyazit zur Mineralklasse der „Phosphate, Arsenate und Vanadate“ und dort zur Abteilung der „Wasserfreien Phosphate, Arsenate und Vanadate mit fremden Anionen“, wo er zusammen mit Crandallit, Dussertit, den hier noch als ein Mineral geltenden Florencit, Gorceixit, Plumbogummit und Waylandit die „Crandallit-Reihe“ mit der System-Nr. VII/B.15 bildete.
Im zuletzt 2018 überarbeiteten und aktualisierten Lapis-Mineralienverzeichnis nach Stefan Weiß, das sich aus Rücksicht auf private Sammler und institutionelle Sammlungen noch nach dieser alten Form der Systematik von Karl Hugo Strunz richtet, erhielt das Mineral die System- und Mineral-Nr. VII/B.36-30. In der „Lapis-Systematik“ entspricht dies ebenfalls der Abteilung „Wasserfreie Phosphate, mit fremden Anionen F,Cl,O,OH“, wo Goyazit zusammen mit Arsenocrandallit, Arsenoflorencit-(Ce), Arsenoflorencit-(La), Arsenoflorencit-(Nd), Arsenogorceixit, Arsenogoyazit, Arsenowaylandit, Benauit, Crandallit, Dussertit, Eylettersit, Florencit-(Ce), Florencit-(La), Florencit-(Nd), Florencit-(Sm), Galloplumbogummit, Gorceixit, Graulichit-(Ce), Kintoreit, Kolitschit, Pattersonit, Philipsbornit, Plumbogummit, Segnitit, Springcreekit, Waylandit, Weilerit und Zaïrit die „Crandallit-Gruppe“ (VII/B.36) bildet.
Auch die von der International Mineralogical Association (IMA) bis 2009 aktualisierte 9. Auflage der Strunz’schen Mineralsystematik ordnet den Goyazit in die Abteilung der „Phosphate usw. mit zusätzlichen Anionen; ohne H2O“ ein. Diese ist allerdings weiter unterteilt nach der relativen Größe der beteiligten Kationen und dem Stoffmengenverhältnis der zusätzlichen Anionen(OH usw.) zum Phosphat-, Arsenat- bzw. Vanadatkomplex (RO4), so dass das Mineral entsprechend seiner Zusammensetzung in der Unterabteilung „Mit mittelgroßen und großen Kationen; (OH usw.) : RO4 = 3 : 1“ zu finden ist, wo es zusammen mit Arsenocrandallit, Arsenogorceixit, Arsenogoyazit, Benauit, Crandallit, Dussertit, Gorceixit, Kintoreit, Philipsbornit, Plumbogummit, Segnitit und Springcreekit die „Crandallitgruppe“ mit der System-Nr. 8.BL.10 bildet.
Die vorwiegend im englischen Sprachraum gebräuchliche Systematik der Minerale nach Dana ordnet den Crandallit ebenfalls in die Klasse der „Phosphate, Arsenate und Vanadate“ und dort in die Abteilung der „Wasserhaltige Phosphate etc., mit Hydroxyl oder Halogen“ ein. Auch hier in der „Crandalitgruppe“ mit der System-Nr. 42.07.03 innerhalb der Unterabteilung „Wasserhaltige Phosphate etc., mit Hydroxyl oder Halogen mit (AB)5(XO4)3Zq × x(H2O)“ zu finden.

## Kristallstruktur
Goyazit kristallisiert in der trigonalen Raumgruppe R3m (Raumgruppen-Nr. 166) mit den Gitterparametern a = 7,02 Å und c = 16,50 Å sowie 3 Formeleinheiten pro Elementarzelle.

## Bildung und Fundorte

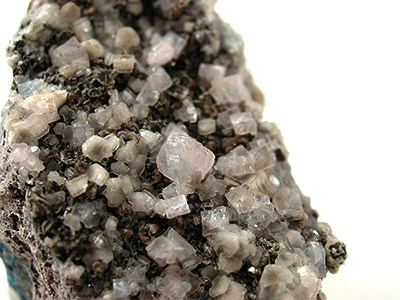
Goyazit und Siderit (dunkelgrau) aus Rapid Creek, Yukon, Kanada

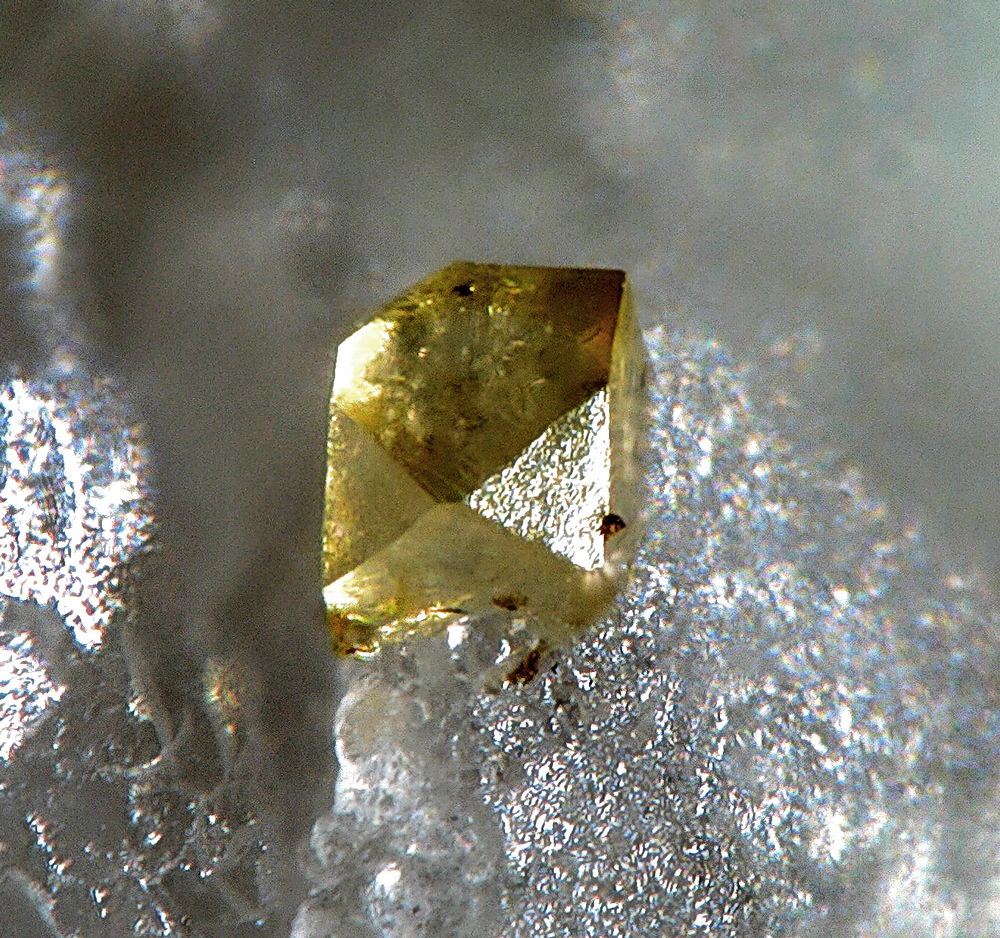
Perfekt ausgebildeter, pseudokubischer und zitronengelber Goyazit aus Ilfeld im Thüringer Harz (Sichtfeld: 0,4 mm)

Goyazit bildet sich in hydrothermal argillitisierten Verwitterungszonen (argillic alteration) granitischen Pegmatiten, das heißt in dieser Zone wurden verschiedene Minerale in Tonminerale umgewandelt. Ebenso findet sich das Mineral aber auch in kaolinitisierten Lehmböden ehemaliger vulkanische Tuffe und Karbonatite. Begleitminerale sind unter anderem verschiedene Apatite, Baryt, Diamant, Herderit, Kaolinit, Monazit, Pyrit, Quarz und Sphalerit.
Als eher seltene Mineralbildung kann Goyazit an verschiedenen Orten zum Teil zwar reichlich vorhanden sein, insgesamt ist er aber wenig verbreitet. Weltweit sind bisher rund 200 Fundstätte dokumentiert (Stand 2022). Außer an seiner Typlokalität in der Umgebung von Diamantina trat das Mineral in Brasilien noch an mehreren Stellen des Jequitinhonha-Tals, den Alkali-Komplexen in der Gemeinde Poços de Caldas und bei Barreiro in Minas Gerais, in der Serra da Vereda bei Boquira in Bahia, in den Karbonatiten der Gruben von Catalão in Goiás, in der Phosphat-Lagerstätte „Pirocaua“ bei Godofredo Viana in Maranhão sowie in den Gemeinden Viseu in Pará, Frei Martinho in Paraíba und Correia Pinto in Santa Catarina auf.
In Deutschland fand sich Goyazit unter anderem in der Grube Clara bei Oberwolfach und er Grube Dorothea bei Freudenstadt in Baden-Württemberg, an mehreren Stellen im Landkreis Wunsiedel im Fichtelgebirge (Epprechtstein, Fuchsbau, Steinbruch Grasyma) und im Landkreis Neustadt an der Waldnaab (Hagendorf) in Bayern, in der Grube Waldsaum bei Lohrheim in Rheinland-Pfalz, in den Gruben Greifenstein und Sauberg bei Ehrenfriedersdorf sowie bei Emmerichswalde, Kemmlitz und Sadisdorf in Sachsen und bei Ilfeld in Thüringen.
In Österreich wurde das Mineral bisher unter anderem in den Gemeinden Reißeck (Kolbnitz, Penk) und Spittal an der Drau (Liesertal, Wolfsberg) in Kärnten, am Katschberg zwischen Kärnten und Salzburg sowie an mehreren Stellen in der Gemeinde Krieglach und am Galgenberg bei Leoben in der Steiermark gefunden.
In der Schweiz trat Goyazit bisher nur in einer Topasfundstelle im Val Renastga (Surselva) im Kanton Graubünden, bei Pinaderio und auf der Alp Robièi im Kanton Tessin sowie in der Umgebung von Termen, am Ofenhorn und bei Fäld (Grube Lengenbach) im Kanton Wallis auf.
Weitere Fundorte liegen unter anderem in Argentinien, Australien, Belgien, Bolivien, Burundi, China, Finnland, Frankreich, Griechenland, Indonesien, Iran, Italien, Japan, Kanada, Kasachstan, Kenia, der Demokratischen Republik Kongo, Madagaskar, Malawi, Namibia, Polen, Portugal, Rumänien, Russland, Schweden, Serbien, Slowakei, Spanien, Südafrika, Tschechien, Tansania, Tunesien, Uganda, Ukraine, Usbekistan, Venezuela, im Vereinigten Königreich (England, Schottland), den Vereinigten Staaten von Amerika (Arkansas, Colorado, Kalifornien, Maine, New Hampshire, New Mexico, North Carolina, South Dakota, Utah, Virginia, Wyoming) und Vietnam.

## Verwendung
Goyazit hat außer als Mineralprobe keine wirtschaftliche Bedeutung.